# Fritz von Haniel-Niethammer
Fritz von Haniel-Niethammer (* 20. Juli 1895 in Köln; † 24. Mai 1977 in Tunzenberg) war ein deutscher Politiker der CSU.

## Leben
Fritz war ein Sohn des aus Ruhrort stammenden Berufsoffiziers Eugen Gustav Heinrich Haniel (1852–1935) und dessen Ehefrau Alma Maria Adolfine Paula Freiin von Niethammer (1864–1942), Erbin von Schloss Tunzenberg. Sein Vater wurde 1904 in den preußischen Adelsstand erhoben und erhielt 1912 im Königreich Bayern die Namensvereinigung mit dem Geschlecht seiner Frau, woraus der Familienname von Haniel-Niethammer resultierte. Fritz hatte drei ältere Geschwister, darunter der Maler Gerhard von Haniel.
1905 siedelte die Familie von Köln nach München um, wo Fritz das Wilhelmsgymnasium und das Münchener Realgymnasium besuchte, das er 1914 abschloss. Anschließend nahm er am Ersten Weltkrieg teil und geriet im Sommer 1917 als Reserveleutnant der bayerischen Kavallerie in Kriegsgefangenschaft, aus der er erst 1920 heimkehrte. Zurück in Bayern absolvierte er zunächst ein landwirtschaftliches Lehrjahr und studierte dann Nationalökonomie in Freiburg im Breisgau, wo er 1923 zum Dr. rer. pol. promovierte. Danach war er in verschiedenen Stellungen bei Handelskammern, Verlagen und Banken tätig und unternahm 1926/1927 eine Studienreise in die USA.
1932 übernahm er das von der Familie seiner Mutter ererbte Gut in Tunzenberg. Im gleichen Jahr veröffentlichte er sein modernitätskritisches Buch Das Reich des Abendlandes, in dem er seine Erfahrungen als aristokratisch erzogener Kavallerieoffizier im industrialisierten Weltkrieg und Eindrücke von seiner Amerikareise zu einer traditionalistischen Fundamentalkritik an der Kultur der Moderne verarbeitete.
Zu Beginn des Zweiten Weltkriegs wurde er erneut eingezogen und diente bis 1945 bei der Wehrmacht, zuletzt im Range eines Majors der Reserve. Nach dem Krieg nahm er die Bewirtschaftung seines Gutes wieder auf. Er war Mitbegründer und Vorsitzender der gemeinnützigen Baugenossenschaft in Dingolfing und Vorsitzender der örtlichen Molkereigenossenschaft. Als Schlossherr von Tunzenberg folgte ihm 1958 sein Sohn Ruprecht von Haniel-Niethammer (1935–2015).

## Partei
Haniel-Niethammer war Mitbegründer der CSU im Landkreis Dingolfing. Von 1950 bis 1965 war er Bezirksvorsitzender der CSU in Niederbayern, von 1951 bis 1965 Mitglied des Landesvorstands der CSU.

## Abgeordneter
1945 wurde Haniel-Niethammer für die CSU Mitglied des Kreistages und stellvertretender Landrat im Landkreis Dingolfing. Von 1950 bis 1954 war er Mitglied des Bayerischen Landtags und gehörte von 1957 bis 1965 dem Deutschen Bundestag an.

## Kirche
Er war römisch-katholisch und stand nach dem Zweiten Vatikanischen Konzil der unter anderen vom Regensburger Bischof Rudolf Graber initiierten konzilskritischen Bewegung für Papst und Kirche in Steinbach (Taunus), später Regensburg, nahe, deren Zeitschriften Nunc et Semper (1966–1969) und Der Fels (ab 1970) er mitgründete.

## Veröffentlichungen
- Das Reich des Abendlandes. Oldenbourg-Verlag, München 1932.